# 慕尼黑—辛巴赫铁路
慕尼黑－辛巴赫铁路（德語：Bahnstrecke München–Simbach）是德国巴伐利亚州境内由慕尼黑经马克特施瓦本及多尔芬至因河畔米尔多夫的一条铁路，全长74.8公里，于1871年5月1日建成通车。它在德国铁路的行车大纲中被标识为940号（KBS 940），现时从慕尼黑东站至米尔多夫之间的全程行车时间约为1小时。
该铁路是德国18条存在容纳能力问题的瓶颈线路之一，特别是马克特施瓦本至安普芬之间的路段已成为德国最繁忙的单线铁路之一。时至今日，凭借至年均300万吨的货物处理量，德国境内铁路货运总量中有超过1%的比重均经由这条单线的非电气化铁路处理，而这一数字在2015年甚至可能达到2%。

## 运营
慕尼黑东站至马克特施瓦本之间的21.2公里路段为电气化的复线铁路，由于慕尼黑城铁在里姆至马克特施瓦本区间并没有自身的轨道，因此它在这里与慕尼黑－辛巴赫铁路共线运行。这一路段的最高行车速度为160公里/小时，往后则为140公里/小时。电气化区间在马克特施瓦本结束。从马克特施瓦本至安普芬之间的45公里路段尽管是非电气化的单线铁路，但它仍然拥有显著的客运及货运流量。安普芬至旧米尔多夫之间的路段已在2010年12月完成了复线改造，改造费用约为5,000万欧元。作为线路改造的一部分，安普芬车站进行了重新设计，并新建了两座侧式月台及无障碍设施。此外在整个改造区域还设有立体交汇，使得安普芬至米尔多夫之间的铁路运输如今可以进行高自由度到发。旧米尔多夫至米尔多夫的最后一节路段目前也已被扩建为复线。
除了米尔多夫车站外，线路的所有基建设施均由德铁网络负责管理，而前者则配属于德铁区域网络的子公司巴伐利亚东南铁路。巴伐利亚东南铁路在该线路使用218型柴油机车（主要牵引双层车厢，部分为经过翻新的n-型车厢和原区际列车车厢）和628型柴油动车组经营区域列车或区域快车服务。在高峰时段的发车间隔可达每20分钟一班，日均发送乘客量约为1,5000人次，全程的行车时间大多为1小时。此外在魏登巴赫（每日双向4班）、瓦尔珀茨基兴（两小时1班）和塔恩-马茨巴赫（每日双向12班）等车站的经停班次较少。在米尔多夫至慕尼黑东站之间每日开行有两班中途不停站的列车服务，行车时间约为45分钟。慕尼黑城铁则使用423型电力动车组在慕尼黑总站至马克特施瓦本之间经营城铁2号线（彼得斯豪森－达豪－慕尼黑－马克特施瓦本－埃尔丁）服务。
货物运输则日趋依赖德国铁路的子公司德铁信可铁路使用225型、232型及233型柴油机车进行运营。其中，来自巴伐利亚化工三角区的货物占有显著的货运流量。总体而言，马克特施瓦本至安普芬之间的路段已成为德国最繁忙的单线铁路之一，凭借目前年均300万吨的货物处理量，德国境内铁路货运总量中有超过1%的比重均经由这条单线的非电气化铁路处理，而这一数字在2015年甚至可能达到2%。
在马克特施瓦本至米尔多夫之间的车站内均配备了调度员。在多尔芬车站及米尔多夫车站则建有电子信号所，并使用字码信号进行控制。安普芬车站同样使用字码信号发送，并由多尔芬的电子信号所进行控制。而马克特施瓦本（含）至慕尼黑之间使用主/预信号运营。线路的其余部分则仍然使用有超过百年历史的臂板信号机。

## 改造计划
作为慕尼黑－辛巴赫－弗赖拉辛改造线路的一部分，慕尼黑－辛巴赫铁路自1985年起便被纳入了联邦交通基础设施规划。该线路应持续进行贯通复线及电气化的改造，并在很大程度上可以利用现有的走向。只有多尔芬至安普芬之间的路段需要进行部分调整以达到连续160公里/小时的设计速度，因为目前的曲线半径过小，仅允许列车以最高120公里/小时的速度通过。然而这种调整就如同规划已久的至马克特施瓦本的四线改造、以及通过一条城铁联络线连接至慕尼黑展览会场地一样，自2010年以来便没有了下文。但它仍然在计划将米尔多夫往慕尼黑方向的线路通过所谓的“瓦尔珀茨基兴联络线”直接与慕尼黑机场相连，这将极大改善尤其是巴伐利亚东部和东南部以及上奧地利和萨尔茨堡州与慕尼黑机场之间的交通联系。

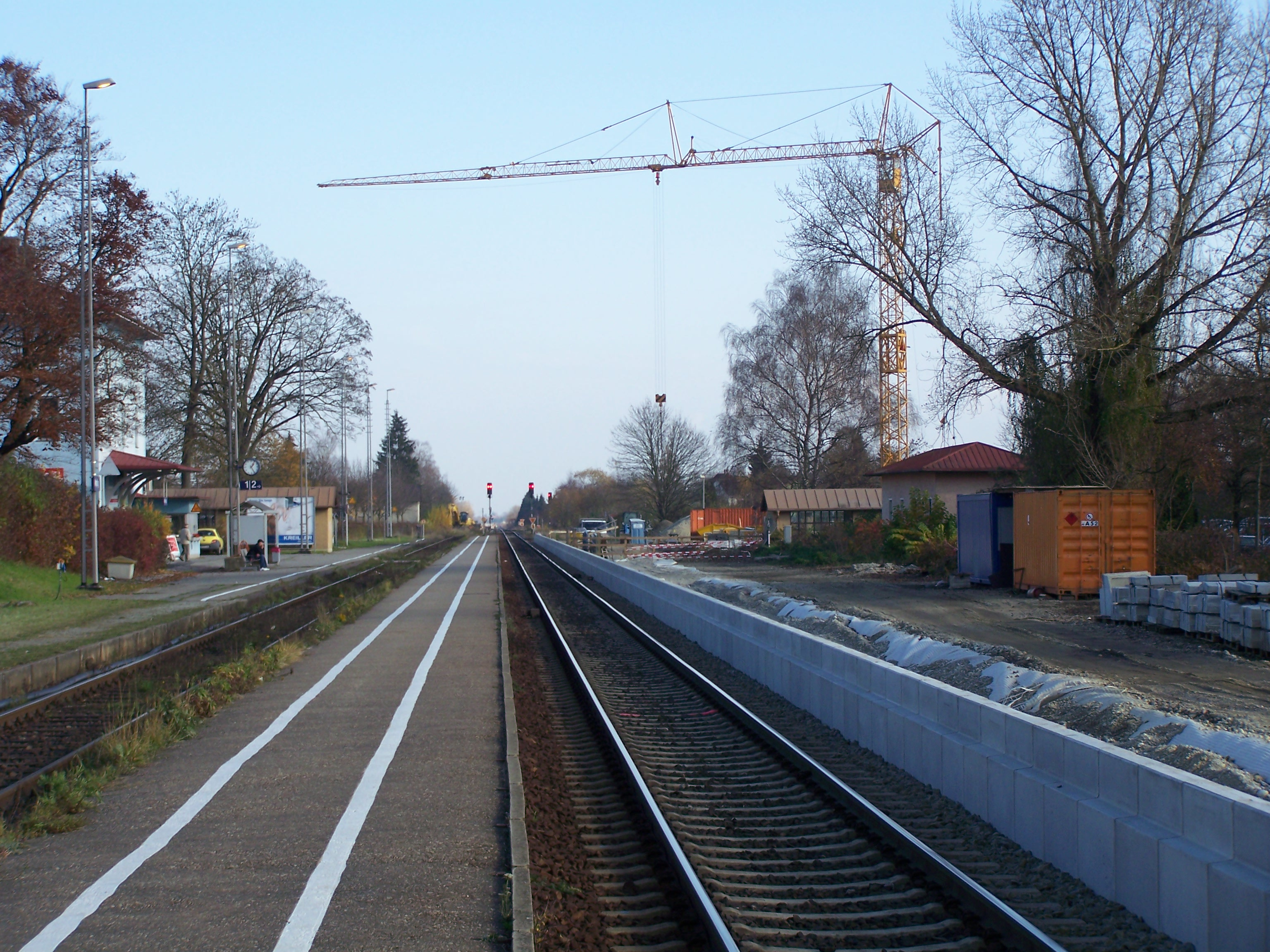
安普芬车站于2008年11月，往米尔多夫方向视角

紧随着安普芬至旧米尔多夫之间的路段在2010年12月完成复线改造，旧米尔多夫至米尔多夫之间（2.2公里）的路段也应该作为米尔多夫－蒂斯林格线路改造的一部分，利用经济刺激计划的经费在2016年以前开展复线改造。这项工程已于2013年7月29日动工。此外，另外两个在马克特施瓦本至赫尔科芬之间（8公里）以及多尔芬至奥伯盖斯巴赫之间（11.6公里）的路段也亟需进行扩建改造。然而由于规划工作尚未完成，它不会在2020年以前甚至2025年以前实现。
经由米尔多夫继续前往弗赖拉辛的铁路自1985年以来也被纳入复线及电气化改造的计划。同时由蒂斯林格通往布尔格豪森的连接线作为这项计划的组成部分也应实现电气化。由慕尼黑－辛巴赫－弗赖拉辛的整条铁路通道将可作为慕尼黑－罗森海姆铁路以及罗森海姆萨尔茨堡铁路的一条替代线路使用，特别是考虑到当布伦纳基线隧道通车后所预期增长的运输量变化。这条线路同时也是欧洲中轴线，即全欧交通网络中由巴黎－斯特拉斯堡－斯图加特－慕尼黑－萨尔茨堡－维也纳－布拉迪斯拉发/布达佩斯铁路轴线计划（第17号轴线）的组成部分。巴黎－布拉迪斯拉发轴线的大部分工程将在2020年完成，唯慕尼黑－辛巴赫－弗赖拉辛路段的规划被显著推迟。而这一路段也是巴黎至布拉迪斯拉发之间超过1,300公里的线路中长度最大的缺口。
相关措施将允许短途及长途列车显著缩短行车时间，并将极大改善巴伐利亚东南部的区域运输效率。此外，巴伐利亚化工三角区内的企业一直在呼吁将陈旧及拥挤的线路进行改造。而在联邦交通基础设施规划中，它也被列入改善与奥地利交通关系的目标内。慕尼黑－辛巴赫－弗赖拉辛路段的扩建费用预计将达到13.68亿欧元（截至2010年11月）。其设计时速将会被改造为120至160公里/小时之间，因此慕尼黑－辛巴赫－萨尔茨堡之间（147公里）的最短行车时间将会由现行的150分钟缩短一半至74分钟。与此相比，慕尼黑－罗森海姆－萨尔茨堡之间的线路全长为153公里，奥地利联邦铁路的锐捷列车在该线路中不经停的最短行车时间需要89分钟。